# Недзьвядкі (Великопольське воєводство)
Недзьвядкі (пол. Niedźwiadki) — село в Польщі, у гміні Пакослав Равицького повіту Великопольського воєводства.
Населення — 84 особи (2011).
У 1975-1998 роках село належало до Лешненського воєводства.

## Демографія
Демографічна структура станом на 31 березня 2011 року:
|          | Загалом | Допрацездатний вік | Працездатний вік | Постпрацездатний вік |
| -------- | ------- | ------------------ | ---------------- | -------------------- |
| Чоловіки | 36      | 9                  | 26               | 1                    |
| Жінки    | 48      | 15                 | 23               | 10                   |
| Разом    | 84      | 24                 | 49               | 11                   |